# Championnat de France de football 2024-2025
Navigation
Ligue 1 2023-2024 Ligue 1 2025-2026
La saison 2024-2025 de Ligue 1 est la 87e édition du championnat de France de football, la 23e sous l'appellation « Ligue 1 » et la 1re sous l'appellation Ligue 1 McDonald's. La saison débute le 16 août 2024 et s’achève le 17 mai 2025.
Le Paris Saint-Germain est sacré pour la treizième fois le 5 avril 2025, à 6 journées de la fin du championnat.

## Participants
L'édition 2024-2025 est la 2e édition à dix-huit équipes, les trois promus de Ligue 2 sont l'AJ Auxerre, l'Angers SCO et l'AS Saint-Étienne. Ces trois clubs remplacent les trois clubs relégués, le FC Lorient, le Clermont Foot 63 et le FC Metz.
Parmi les 18 clubs participants, six ont participé à toutes les éditions de la Ligue 1 depuis sa fondation en 2002 : l'Olympique de Marseille, le Stade rennais, l'Olympique lyonnais, le LOSC Lille, l'OGC Nice et le Paris Saint-Germain.
| \| Angers SCO AJ Auxerre · Stade · brestois 29 Le Havre AC RC Lens LOSC Lille Olympique lyonnais · Olympique de · Marseille AS Monaco Montpellier HSC · FC Nantes · OGC Nice · Paris SG Stade de Reims Stade rennais FC AS Saint-Étienne RC Strasbourg · Toulouse FC \| Localisation des clubs engagés dans le championnat. |
| Angers SCO AJ Auxerre · Stade · brestois 29 Le Havre AC RC Lens LOSC Lille Olympique lyonnais · Olympique de · Marseille AS Monaco Montpellier HSC · FC Nantes · OGC Nice · Paris SG Stade de Reims Stade rennais FC AS Saint-Étienne RC Strasbourg · Toulouse FC                                                           |

| Club                   | Dernière montée | Classement 2023-2024 | Entraîneur(s)          | Depuis | Stade                     | Capacité en L1 | Nombre de saison(s) en L1 |
| ---------------------- | --------------- | -------------------- | ---------------------- | ------ | ------------------------- | -------------- | ------------------------- |
| Paris Saint-Germain    | 1974            | 1er                  | Luis Enrique           | 2023   | Parc des Princes          | 47 929         | 52                        |
| AS Monaco              | 2013            | 2e                   | Adi Hütter             | 2023   | Stade Louis-II            | 16 500         | 66                        |
| Stade brestois 29      | 2019            | 3e                   | Éric Roy               | 2023   | Stade Francis-Le Blé      | 15 220         | 19                        |
| LOSC Lille             | 2000            | 4e                   | Bruno Genesio          | 2024   | Stade Pierre-Mauroy       | 50 186         | 65                        |
| OGC Nice               | 2002            | 5e                   | Franck Haise           | 2024   | Allianz Riviera           | 35 596         | 66                        |
| Olympique lyonnais     | 1989            | 6e                   | Paulo Fonseca          | 2025   | Groupama Stadium          | 57 206         | 67                        |
| RC Lens                | 2020            | 7e                   | Will Still             | 2024   | Stade Bollaert-Delelis    | 38 223         | 63                        |
| Olympique de Marseille | 1996            | 8e                   | Roberto De Zerbi       | 2024   | Orange Vélodrome          | 66 226         | 75                        |
| Stade de Reims         | 2018            | 9e                   | Samba Diawara          | 2025   | Stade Auguste-Delaune     | 20 546         | 40                        |
| Stade rennais FC       | 1994            | 10e                  | Habib Beye             | 2025   | Roazhon Park              | 29 778         | 68                        |
| Toulouse FC            | 2022            | 11e                  | Carles Martínez Novell | 2023   | Stadium de Toulouse       | 33 150         | 35                        |
| Montpellier HSC        | 2009            | 12e                  | Zoumana Camara         | 2025   | Stade de la Mosson        | 22 000         | 43                        |
| RC Strasbourg          | 2017            | 13e                  | Liam Rosenior          | 2024   | Stade de la Meinau        | 26 109         | 64                        |
| FC Nantes              | 2013            | 14e                  | Antoine Kombouaré      | 2024   | Stade de la Beaujoire     | 35 322         | 57                        |
| Le Havre AC            | 2023            | 15e                  | Didier Digard          | 2024   | Stade Océane              | 25 178         | 26                        |
| AJ Auxerre             | 2024            | 1er (Ligue 2)        | Christophe Pélissier   | 2022   | Stade de l'Abbé-Deschamps | 18 541         | 34                        |
| Angers SCO             | 2024            | 2e (Ligue 2)         | Alexandre Dujeux       | 2023   | Stade Raymond-Kopa        | 19 350         | 32                        |
| AS Saint-Étienne       | 2024            | 3e (Ligue 2)         | Eirik Horneland        | 2024   | Stade Geoffroy-Guichard   | 41 965         | 70                        |

Légende des couleurs
- Phase de ligue de la Ligue des champions 2024-2025
- 3e tour de qualification de la Ligue des champions 2024-2025
- Phase de ligue de la Ligue Europa 2024-2025
- Tour de barrages de la Ligue Conférence 2024-2025
- Promu de Ligue 2 2023-2024

### Changements d'entraîneur
| Club                   | Entraîneur(s) partant(s) | Motif du départ            | Date de départ   | Position   | Entraîneur(s) arrivant(s) | Date d'arrivée   |
| ---------------------- | ------------------------ | -------------------------- | ---------------- | ---------- | ------------------------- | ---------------- |
| Olympique de Marseille | Jean-Louis Gasset        | Fin de contrat             | 19 mai 2024      | Pré-saison | Roberto De Zerbi          | 29 juin 2024     |
| OGC Nice               | Francesco Farioli        | Contrat dans un autre club | 23 mai 2024      | Pré-saison | Franck Haise              | 6 juin 2024      |
| RC Lens                | Franck Haise             | Contrat dans un autre club | 3 juin 2024      | Pré-saison | Will Still                | 10 juin 2024     |
| LOSC Lille             | Paulo Fonseca            | Fin de contrat             | 5 juin 2024      | Pré-saison | Bruno Genesio             | 5 juin 2024      |
| Stade de Reims         | Samba Diawara            | Fin de l'intérim           | 25 juin 2024     | Pré-saison | Luka Elsner               | 25 juin 2024     |
| Le Havre AC            | Luka Elsner              | Contrat dans un autre club | 25 juin 2024     | Pré-saison | Didier Digard             | 1er juillet 2024 |
| RC Strasbourg          | Patrick Vieira           | Consentement mutuel        | 18 juillet 2024  | Pré-saison | Liam Rosenior             | 25 juillet 2024  |
| Montpellier HSC        | Michel Der Zakarian      | Renvoi                     | 20 octobre 2024  | 18e        | Jean-Louis Gasset         | 22 octobre 2024  |
| Stade rennais FC       | Julien Stéphan           | Renvoi                     | 7 novembre 2024  | 13e        | Sébastien Tambouret       | 7 novembre 2024  |
| Stade rennais FC       | Sébastien Tambouret      | Fin de l'intérim           | 11 novembre 2024 | 13e        | Jorge Sampaoli            | 11 novembre 2024 |
| AS Saint-Étienne       | Olivier Dall'Oglio       | Renvoi                     | 14 décembre 2024 | 16e        | Laurent Huard             | 14 décembre 2024 |
| AS Saint-Étienne       | Laurent Huard            | Fin de l'intérim           | 20 décembre 2024 | 16e        | Eirik Horneland           | 20 décembre 2024 |
| Olympique lyonnais     | Pierre Sage              | Renvoi                     | 28 janvier 2025  | 6e         | Jorge Maciel              | 29 janvier 2025  |
| Stade rennais FC       | Jorge Sampaoli           | Consentement mutuel        | 30 janvier 2025  | 16e        | Habib Beye                | 30 janvier 2025  |
| Olympique lyonnais     | Jorge Maciel             | Fin de l'intérim           | 31 janvier 2025  | 6e         | Paulo Fonseca             | 31 janvier 2025  |
| Stade de Reims         | Luka Elsner              | Renvoi                     | 3 février 2025   | 13e        | Samba Diawara             | 3 février 2025   |
| Montpellier HSC        | Jean-Louis Gasset        | Consentement mutuel        | 7 avril 2025     | 18e        | Zoumana Camara            | 8 avril 2025     |

### Propriétaires et investisseurs majoritaires
| Club                   | Budget en M€ | Actionnaire majoritaire  | Depuis | Président            | Directeur sportif                      | Sources |
| ---------------------- | ------------ | ------------------------ | ------ | -------------------- | -------------------------------------- | ------- |
| Angers SCO             | 25           | Saïd Chabane             | 2009   | Romain Chabane       | Laurent Boissier                       | ,       |
| AJ Auxerre             | 33           | James Zhou               | 2016   | Baptiste Malherbe    | vacant                                 | ,       |
| Stade brestois 29      | 45           | Denis Le Saint           | 2016   | Denis Le Saint       | Grégory Lorenzi                        | ,       |
| Le Havre AC            | 30           | Vincent Volpe            | 2015   | Jean-Michel Roussier | Mathieu Bodmer                         | ,       |
| RC Lens                | 68           | Joseph Oughourlian       | 2016   | Joseph Oughourlian   | Jean-Louis Leca (coordinateur sportif) | ,       |
| LOSC Lille             | 100          | Merlyn Partners SCSp     | 2020   | Olivier Létang       | Sylvain Armand (coordinateur sportif)  | ,       |
| Olympique lyonnais     | 240          | Eagle Football Group     | 2022   | John Textor          | Daniel Congré (coordinateur sportif)   | ,       |
| Olympique de Marseille | 275          | Frank McCourt            | 2016   | Pablo Longoria       | Mehdi Benatia (directeur du football)  | ,       |
| AS Monaco              | 165          | Dmitri Rybolovlev        | 2011   | Dmitri Rybolovlev    | Thiago Scuro                           | ,       |
| Montpellier HSC        | 35           | Groupe Nicollin          | 1974   | Laurent Nicollin     | Bruno Carotti                          | ,       |
| FC Nantes              | 80           | Waldemar Kita            | 2007   | Franck Kita          | Philippe Mao (coordinateur sportif)    | ,       |
| OGC Nice               | 150          | Ineos                    | 2019   | Jean-Pierre Rivère   | Florian Maurice                        | ,       |
| Paris Saint-Germain    | 860          | Qatar Sports Investments | 2011   | Nasser al-Khelaïfi   | Luís Campos                            | ,       |
| Stade de Reims         | 80           | Jean-Pierre Caillot      | 2004   | Jean-Pierre Caillot  | Pol-Édouard Caillot                    | ,       |
| Stade rennais FC       | 140          | Artémis                  | 1998   | Arnaud Pouille       | Frédéric Massara                       | ,       |
| AS Saint-Étienne       | 55           | Kilmer Sports Ventures   | 2024   | Ivan Gazidis         | Loïc Perrin (coordinateur sportif)     | [ 35 ]  |
| RC Strasbourg          | 65           | BlueCo                   | 2023   | Marc Keller          | Kader Mangane (coordinateur sportif)   | ,       |
| Toulouse FC            | 60           | RedBird Capital Partners | 2020   | Damien Comolli       | vacant                                 | [ 38 ]  |

### Équipementiers
Le tableau suivant présente les équipementiers de chaque club :
| Club                   | Équipementier  |
| ---------------------- | -------------- |
| Angers SCO             | Nike           |
| AJ Auxerre             | Macron         |
| Stade brestois 29      | Adidas         |
| Le Havre AC            | Joma           |
| RC Lens                | Puma           |
| LOSC Lille             | New Balance    |
| Olympique lyonnais     | Adidas         |
| Olympique de Marseille | Puma           |
| AS Monaco              | Kappa          |
| Montpellier HSC        | Nike           |
| FC Nantes              | Macron         |
| OGC Nice               | Le Coq Sportif |
| Paris Saint-Germain    | Nike           |
| Stade de Reims         | Puma           |
| Stade rennais FC       | Puma           |
| AS Saint-Étienne       | Hummel         |
| RC Strasbourg          | Adidas         |
| Toulouse FC            | Nike           |

### Arbitres
Le tableau suivant dresse la liste des arbitres centraux désignés pour la saison 2024-2025 du championnat de France de Ligue 1 : 
| Arbitre             | Ligue                   |
| ------------------- | ----------------------- |
| Gaël Angoula        | Occitanie               |
| Benoît Bastien      | Grand Est               |
| Florent Batta       | Méditerranée            |
| Hakim Ben El Hadj   | Auvergne-Rhône-Alpes    |
| Marc Bollengier     | Hauts de France         |
| Jérôme Brisard      | Pays de la Loire        |
| Bastien Dechepy     | Grand Est               |
| Willy Delajod       | Auvergne-Rhône-Alpes    |
| Stéphanie Frappart  | Paris Ile-de-France     |
| Abdelatif Kherradji | Occitanie               |
| Thomas Léonard      | Grand Est               |
| François Letexier   | Bretagne                |
| Romain Lissorgue    | Paris Ile-de-France     |
| Benoît Millot       | Paris Ile-de-France     |
| Jérémie Pignard     | Auvergne-Rhône-Alpes    |
| Jérémy Stinat       | Nouvelle Aquitaine      |
| Clément Turpin      | Bourgogne-Franche-Comté |
| Mathieu Vernice     | Méditerranée            |
| Eric Wattellier     | Occitanie               |

## Compétition

### Le règlement
Le classement est calculé avec le barème de points suivant : une victoire vaut trois points, le match nul un. La défaite ne rapporte aucun point.
À égalité de points, les critères de départage sont les suivants :
1. Plus grande différence de buts générale ;
2. Plus grand nombre de points dans les confrontations directes ;
3. Plus grande différence de buts particulière ;
4. Plus grand nombre de buts dans les confrontations directes ;
5. Plus grand nombre de buts à l'extérieur dans les confrontations directes ;
6. Plus grand nombre de buts marqués ;
7. Plus grand nombre de buts marqués à l'extérieur ;
8. Meilleure place au Challenge du Fair-play (un point par joueur averti, trois points par joueur exclu).

Les règles 2, 3, 4, 5 de départage des clubs lors des rencontres disputées entre eux ne peuvent s’appliquer que si les deux matchs les ayant opposés ont été joués.
Tant que ces deux matchs ne se sont pas déroulés, les règles 6, 7, 8 s’appliquent en priorité dans l’ordre de leur énoncé.

### Classement
Source : Classement sur le site de la Ligue 1.
| Rang | Équipe                       | Pts | J  | G  | N  | P  | Bp | Bc | Diff |
| ---- | ---------------------------- | --- | -- | -- | -- | -- | -- | -- | ---- |
| 1    | Paris Saint-Germain T S C C1 | 84  | 34 | 26 | 6  | 2  | 92 | 35 | +57  |
| 2    | Olympique de Marseille       | 65  | 34 | 20 | 5  | 9  | 74 | 47 | +27  |
| 3    | AS Monaco                    | 61  | 34 | 18 | 7  | 9  | 63 | 41 | +22  |
| 4    | OGC Nice                     | 60  | 34 | 17 | 9  | 8  | 66 | 41 | +25  |
| 5    | LOSC Lille                   | 60  | 34 | 17 | 9  | 8  | 52 | 36 | +16  |
| 6    | Olympique lyonnais           | 57  | 34 | 17 | 6  | 11 | 65 | 46 | +19  |
| 7    | RC Strasbourg                | 57  | 34 | 16 | 9  | 9  | 56 | 44 | +12  |
| 8    | RC Lens                      | 52  | 34 | 15 | 7  | 12 | 42 | 39 | +3   |
| 9    | Stade brestois 29            | 50  | 34 | 15 | 5  | 14 | 52 | 59 | -7   |
| 10   | Toulouse FC                  | 42  | 34 | 11 | 9  | 14 | 44 | 43 | +1   |
| 11   | AJ Auxerre P                 | 42  | 34 | 11 | 9  | 14 | 48 | 51 | -3   |
| 12   | Stade rennais FC             | 41  | 34 | 13 | 2  | 19 | 51 | 50 | +1   |
| 13   | FC Nantes                    | 36  | 34 | 8  | 12 | 14 | 39 | 52 | -13  |
| 14   | Angers SCO P                 | 36  | 34 | 10 | 6  | 18 | 32 | 53 | -21  |
| 15   | Le Havre AC                  | 34  | 34 | 10 | 4  | 20 | 40 | 71 | -31  |
| 16   | Stade de Reims               | 33  | 34 | 8  | 9  | 17 | 33 | 47 | -14  |
| 17   | AS Saint-Étienne P           | 30  | 34 | 8  | 6  | 20 | 39 | 77 | -38  |
| 18   | Montpellier HSC              | 16  | 34 | 4  | 4  | 26 | 23 | 79 | -56  |

Qualifications européennes
Ligue des champions 2025-2026
- 1er, 2e et 3e : phase de ligue
- 4e : troisième tour de qualification

Ligue Europa 2025-2026
- 5e et 6e : phase de ligue

Ligue Conférence 2025-2026
- 7e : tour de barrages

Relégation en Ligue 2 2025-2026
- 16e : barrages de relégation
- 17e et 18e : relégation

Abréviations
- T : Tenant du titre
- C1 : Vainqueur de la Ligue des champions 2024-2025
- C : Vainqueur de la Coupe de France 2024-2025
- S : Vainqueur du Trophée des champions 2024
- P : Promus de Ligue 2 2023-2024

### Matchs
| Résultats (▼dom., ►ext.)                                   | SCO | AJA | SB29 | HAC | RCL | LOSC | OL  | OM  | ASM | MHSC | FCN | OGCN | PSG | SDR | SRFC | ASSE | RCS | TFC |
| Angers SCO                                                 |     | 2-0 | 2-0  | 1-1 | 0-1 | 0-2  | 0-3 | 0-2 | 0-2 | 2-0  | 1-1 | 1-4  | 2-4 | 1-3 | 0-3  | 4-2  | 2-1 | 0-4 |
| AJ Auxerre                                                 | 1-0 |     | 3-0  | 1-2 | 2-2 | 0-0  | 1-3 | 3-0 | 0-3 | 1-0  | 1-1 | 2-1  | 0-0 | 2-1 | 4-0  | 1-1  | 0-1 | 2-2 |
| Stade brestois 29                                          | 2-0 | 2-2 |      | 2-0 | 1-3 | 2-0  | 2-1 | 1-5 | 2-1 | 1-0  | 4-1 | 0-1  | 2-5 | 0-0 | 1-1  | 4-0  | 3-1 | 2-0 |
| Le Havre AC                                                | 0-1 | 3-1 | 0-1  |     | 1-2 | 0-3  | 0-4 | 1-3 | 1-1 | 1-0  | 3-2 | 1-3  | 1-4 | 0-3 | 1-5  | 1-1  | 0-3 | 1-4 |
| RC Lens                                                    | 1-0 | 0-4 | 2-0  | 3-4 |     | 0-2  | 0-0 | 1-3 | 4-0 | 2-0  | 3-2 | 0-0  | 1-2 | 0-2 | 1-0  | 1-0  | 0-2 | 0-1 |
| LOSC Lille                                                 | 2-0 | 3-1 | 3-1  | 1-2 | 1-0 |      | 1-1 | 1-1 | 2-1 | 1-0  | 1-1 | 2-1  | 1-3 | 2-1 | 1-0  | 4-1  | 3-3 | 2-1 |
| Olympique lyonnais                                         | 2-0 | 2-2 | 2-1  | 4-2 | 1-2 | 2-1  |     | 2-3 | 0-2 | 1-0  | 2-0 | 4-1  | 2-3 | 4-0 | 4-1  | 1-0  | 4-3 | 0-0 |
| Olympique de Marseille                                     | 1-1 | 1-3 | 4-1  | 5-1 | 0-1 | 1-1  | 3-2 |     | 2-1 | 5-1  | 2-0 | 2-0  | 0-3 | 2-2 | 4-2  | 5-1  | 1-1 | 3-2 |
| AS Monaco                                                  | 0-1 | 4-2 | 3-2  | 3-1 | 1-1 | 0-0  | 2-0 | 3-0 |     | 2-1  | 7-1 | 2-1  | 2-4 | 3-0 | 3-2  | 1-0  | 0-0 | 2-0 |
| Montpellier HSC                                            | 1-3 | 3-2 | 3-1  | 0-2 | 0-2 | 2-2  | 1-4 | 0-5 | 2-1 |      | 1-3 | 2-2  | 1-4 | 0-0 | 0-4  | 0-2a | 1-1 | 0-3 |
| FC Nantes                                                  | 0-1 | 2-0 | 0-2  | 0-2 | 3-1 | 1-0  | 1-1 | 1-2 | 2-2 | 3-0  |     | 1-1  | 1-1 | 1-2 | 1-0  | 2-2  | 0-1 | 0-0 |
| OGC Nice                                                   | 2-1 | 1-1 | 6-0  | 2-1 | 2-0 | 2-2  | 0-2 | 2-0 | 2-1 | 2-0  | 1-2 |      | 1-1 | 1-0 | 3-2  | 8-0  | 2-1 | 1-1 |
| Paris Saint-Germain                                        | 1-0 | 3-1 | 3-1  | 2-1 | 1-0 | 4-1  | 3-1 | 3-1 | 4-1 | 6-0  | 1-1 | 1-3  |     | 1-1 | 3-1  | 2-1  | 4-2 | 3-0 |
| Stade de Reims                                             | 0-1 | 0-2 | 1-2  | 1-1 | 0-2 | 0-2  | 1-1 | 3-1 | 0-0 | 4-2  | 1-2 | 2-4  | 1-1 |     | 2-1  | 0-2  | 0-1 | 1-0 |
| Stade rennais FC                                           | 2-0 | 0-1 | 1-2  | 1-0 | 1-1 | 0-2  | 3-0 | 1-2 | 1-2 | 3-0  | 2-1 | 2-0  | 1-4 | 1-0 |      | 5-0  | 1-0 | 0-2 |
| AS Saint-Étienne                                           | 3-3 | 3-1 | 3-3  | 0-2 | 0-2 | 1-0  | 2-1 | 0-2 | 1-3 | 1-0  | 1-1 | 1-3  | 1-6 | 3-1 | 0-2  |      | 2-0 | 2-3 |
| RC Strasbourg                                              | 1-1 | 3-1 | 0-0  | 2-3 | 2-2 | 2-1  | 4-2 | 1-0 | 1-3 | 2-0  | 3-1 | 2-2  | 2-1 | 0-0 | 3-1  | 3-1  |     | 2-1 |
| Toulouse FC                                                | 1-1 | 2-0 | 2-4  | 2-0 | 1-1 | 1-2  | 1-2 | 1-3 | 1-1 | 1-2  | 0-0 | 1-1  | 0-1 | 1-0 | 2-1  | 2-1  | 1-2 |     |
| - Victoire à domicile - Match nul - Victoire à l'extérieur |     |     |      |     |     |      |     |     |     |      |     |      |     |     |      |      |     |     |

a La rencontre de la 26e journée entre le Montpellier HSC et l'AS Saint-Étienne est définitivement arrêtée à la 57e minute, alors que l'équipe stéphanoise menait au score (0-2), en raison de graves incidents dans le kop montpelliérain. Ce score est entériné le 2 avril 2025, entre la 27e et la 28e journée, sur décision de la commission de discipline de la LFP.

#### Barrages de relégation
Les barrages de relégation consistent en une confrontation aller-retour entre le seizième de Ligue 1 et le vainqueur du match 2 des barrages de Ligue 2 BKT 2024-2025. Le match aller se joue sur le terrain du club de Ligue 2, le retour sur celui du club de Ligue 1. Le vainqueur de ces barrages obtient une place pour le championnat de Ligue 1 2025-2026 tandis que le perdant va en Ligue 2. À l'instar du changement intervenu en coupe d'Europe la règle des buts marqués à l'extérieur n'est plus appliquée. Si les deux équipes ont marqué le même nombre de buts à l’issue du match retour une prolongation est disputée puis les tirs au but en cas de nouvelle égalité.
| Match aller                | FC Metz (L2)      | 1 - 1   | Stade de Reims                                            | Stade Saint-Symphorien, Metz                                                                       | |
| Mercredi 21 mai 2025 20h00 | Matthieu Udol 38e | (1 - 0) | Cédric Kipré 52e                                          | Spectateurs : 28 000 Diffuseur : beIN Sports 1, DAZN Arbitrage : Hakim Ben El Hadj Arbitre vidéo : | Spectateurs : 28 000 Diffuseur : beIN Sports 1, DAZN Arbitrage : Hakim Ben El Hadj Arbitre vidéo : |
| Mercredi 21 mai 2025 20h00 | Sadibou Sané 90e  | Rapport | Valentin Atangana 36e · Mory Gbane 57e · Cédric Kipré 59e | Spectateurs : 28 000 Diffuseur : beIN Sports 1, DAZN Arbitrage : Hakim Ben El Hadj Arbitre vidéo : | Spectateurs : 28 000 Diffuseur : beIN Sports 1, DAZN Arbitrage : Hakim Ben El Hadj Arbitre vidéo : |

| Match retour            | Stade de Reims                                        | 1 - 3 a. p. | FC Metz (L2)                                              | Stade Auguste Delaune, Reims                |                                             |
| Jeudi 29 mai 2025 20h30 | Ange Tia 57e                                          | (0 - 0)     | 78e Matthieu Udol · 110e Alpha Touré · 114e Gauthier Hein | Arbitrage : Eric Wattellier Arbitre vidéo : | Arbitrage : Eric Wattellier Arbitre vidéo : |
| Jeudi 29 mai 2025 20h30 | Sergio Akieme 38e · Ange Tia 64e · Keito Nakamura 87e | Rapport     | 85e Urie-Michel Mboula · 115e Gauthier Hein               | Arbitrage : Eric Wattellier Arbitre vidéo : | Arbitrage : Eric Wattellier Arbitre vidéo : |

1. 1 2  Les barrages étaient prévus initialement les jeudi 22 et dimanche 25 mai. Toutefois le Stade de Reims est également qualifié pour la finale de la coupe de France ayant lieu le samedi 24 mai. Le calendrier est donc réorganisé.

## Statistiques

### Domicile et extérieur
| Rang | Équipe                 | Pts | J  | G  | N | P  | Bp | Bc | Diff |
| ---- | ---------------------- | --- | -- | -- | - | -- | -- | -- | ---- |
| 1    | Paris Saint-Germain    | 44  | 17 | 14 | 2 | 1  | 45 | 16 | +29  |
| 2    | AS Monaco              | 39  | 17 | 12 | 3 | 2  | 38 | 16 | +22  |
| 3    | OGC Nice               | 37  | 17 | 11 | 4 | 2  | 38 | 15 | +23  |
| 4    | LOSC Lille             | 37  | 17 | 11 | 4 | 2  | 31 | 18 | +13  |
| 5    | Olympique lyonnais     | 35  | 17 | 11 | 2 | 4  | 37 | 21 | +16  |
| 6    | RC Strasbourg          | 35  | 17 | 10 | 5 | 2  | 33 | 20 | +13  |
| 7    | Olympique de Marseille | 34  | 17 | 10 | 4 | 3  | 42 | 23 | +19  |
| 8    | Stade brestois 29      | 33  | 17 | 10 | 3 | 4  | 31 | 21 | +10  |
| 9    | Stade rennais FC       | 28  | 17 | 9  | 1 | 7  | 25 | 17 | +8   |
| 10   | AJ Auxerre             | 27  | 17 | 7  | 6 | 4  | 24 | 17 | +7   |
| 11   | RC Lens                | 23  | 17 | 7  | 2 | 8  | 19 | 22 | -3   |
| 12   | FC Nantes              | 21  | 17 | 5  | 6 | 6  | 19 | 18 | +1   |
| 13   | AS Saint-Étienne       | 21  | 17 | 6  | 3 | 8  | 24 | 33 | -9   |
| 14   | Toulouse FC            | 20  | 17 | 5  | 5 | 7  | 20 | 22 | -2   |
| 15   | Angers SCO             | 17  | 17 | 5  | 2 | 10 | 18 | 33 | -15  |
| 16   | Stade de Reims         | 16  | 17 | 4  | 4 | 9  | 17 | 25 | -8   |
| 17   | Montpellier HSC        | 13  | 17 | 3  | 4 | 10 | 17 | 41 | -24  |
| 18   | Le Havre AC            | 11  | 17 | 3  | 2 | 12 | 15 | 41 | -26  |

| Rang | Équipe                 | Pts | J  | G  | N | P  | Bp | Bc | Diff |
| ---- | ---------------------- | --- | -- | -- | - | -- | -- | -- | ---- |
| 1    | Paris Saint-Germain    | 40  | 17 | 12 | 4 | 1  | 47 | 19 | +28  |
| 2    | Olympique de Marseille | 31  | 17 | 10 | 1 | 6  | 33 | 24 | +9   |
| 3    | RC Lens                | 29  | 17 | 8  | 5 | 4  | 23 | 17 | +6   |
| 4    | LOSC Lille             | 23  | 17 | 6  | 5 | 6  | 21 | 18 | +3   |
| 5    | OGC Nice               | 23  | 17 | 6  | 5 | 6  | 28 | 26 | +2   |
| 6    | Le Havre AC            | 23  | 17 | 7  | 2 | 8  | 25 | 30 | -5   |
| 7    | Olympique lyonnais     | 22  | 17 | 6  | 4 | 7  | 28 | 25 | +3   |
| 8    | Toulouse FC            | 22  | 17 | 6  | 4 | 7  | 24 | 21 | +3   |
| 9    | AS Monaco              | 22  | 17 | 6  | 4 | 7  | 25 | 25 | 0    |
| 10   | RC Strasbourg          | 22  | 17 | 6  | 4 | 7  | 23 | 24 | -1   |
| 11   | Angers SCO             | 19  | 17 | 5  | 4 | 8  | 14 | 20 | -6   |
| 12   | Stade de Reims         | 17  | 17 | 4  | 5 | 8  | 16 | 22 | -6   |
| 13   | Stade brestois 29      | 17  | 17 | 5  | 2 | 10 | 21 | 38 | -17  |
| 14   | AJ Auxerre             | 15  | 17 | 4  | 3 | 10 | 24 | 34 | -10  |
| 15   | FC Nantes              | 15  | 17 | 3  | 6 | 8  | 20 | 34 | -14  |
| 16   | Stade rennais FC       | 13  | 17 | 4  | 1 | 12 | 26 | 33 | -7   |
| 17   | AS Saint-Étienne       | 9   | 17 | 2  | 3 | 12 | 15 | 44 | -29  |
| 18   | Montpellier HSC        | 3   | 17 | 1  | 0 | 16 | 6  | 38 | -32  |

### Évolution du classement
Le tableau suivant récapitule le classement au terme de chacune des journées définies par le calendrier officiel, les matchs joués en retard sont pris en compte la journée suivante. Les colonnes « promouvable » et « relégable » comptabilisent les places de montée ou de relégation directes.
| Journées →    | 1  | 2  | 3  | 4  | 5  | 6  | 7  | 8  | 9  | 10 | 11 | 12 | 13 | 14 | 15 | 16 | 17 | 18 | 19 | 20 | 21 | 22 | 23 | 24 | 25 | 26 | 27 | 28 | 29 | 30 | 31 | 32 | 33 | 34 | 1er | bar. | rel. |
| Équipe ↓      |    |    |    |    |    |    |    |    |    |    |    |    |    |    |    |    |    |    |    |    |    |    |    |    |    |    |    |    |    |    |    |    |    |    |     |      |      |
| ------------- | -- | -- | -- | -- | -- | -- | -- | -- | -- | -- | -- | -- | -- | -- | -- | -- | -- | -- | -- | -- | -- | -- | -- | -- | -- | -- | -- | -- | -- | -- | -- | -- | -- | -- | --- | ---- | ---- |
| Angers        | 13 | 16 | 17 | 17 | 18 | 18 | 18 | 17 | 15 | 15 | 15 | 17 | 14 | 15 | 15 | 14 | 13 | 12 | 13 | 12 | 13 | 11 | 12 | 13 | 13 | 14 | 14 | 14 | 14 | 15 | 15 | 14 | 13 | 14 |     | 1    | 7    |
| Auxerre       | 5  | 10 | 13 | 15 | 16 | 12 | 14 | 12 | 13 | 10 | 9  | 7  | 8  | 8  | 8  | 9  | 10 | 11 | 11 | 11 | 11 | 12 | 11 | 12 | 11 | 11 | 10 | 10 | 10 | 11 | 10 | 10 | 10 | 11 |     | 1    |      |
| Brest         | 18 | 18 | 12 | 14 | 11 | 13 | 11 | 11 | 10 | 11 | 12 | 12 | 11 | 11 | 11 | 12 | 11 | 9  | 8  | 8  | 8  | 9  | 9  | 10 | 9  | 9  | 8  | 8  | 8  | 9  | 9  | 9  | 8  | 9  |     |      | 2    |
| Le Havre      | 16 | 9  | 7  | 9  | 12 | 14 | 15 | 16 | 18 | 17 | 17 | 14 | 16 | 17 | 17 | 17 | 17 | 17 | 18 | 18 | 17 | 17 | 17 | 16 | 16 | 16 | 16 | 15 | 16 | 16 | 16 | 16 | 16 | 15 |     | 12   | 13   |
| Lens          | 6  | 4  | 4  | 4  | 4  | 6  | 6  | 5  | 5  | 7  | 8  | 9  | 7  | 7  | 7  | 7  | 7  | 7  | 7  | 6  | 7  | 8  | 8  | 9  | 8  | 8  | 9  | 9  | 9  | 8  | 8  | 8  | 9  | 8  |     |      |      |
| Lille         | 4  | 2  | 6  | 8  | 9  | 5  | 5  | 4  | 4  | 4  | 4  | 4  | 4  | 4  | 4  | 4  | 5  | 3  | 5  | 4  | 5  | 5  | 4  | 5  | 5  | 6  | 5  | 7  | 5  | 4  | 3  | 5  | 5  | 5  |     |      |      |
| Lyon          | 17 | 17 | 14 | 13 | 14 | 11 | 8  | 7  | 7  | 6  | 5  | 6  | 5  | 5  | 5  | 5  | 6  | 6  | 6  | 7  | 6  | 6  | 6  | 6  | 6  | 5  | 7  | 5  | 4  | 6  | 5  | 7  | 7  | 6  |     |      | 2    |
| Marseille     | 1  | 5  | 2  | 2  | 2  | 3  | 3  | 3  | 3  | 2  | 3  | 3  | 2  | 2  | 2  | 2  | 2  | 2  | 2  | 2  | 2  | 2  | 2  | 2  | 2  | 2  | 3  | 2  | 3  | 2  | 2  | 2  | 2  | 2  | 1   |      |      |
| Monaco        | 7  | 3  | 5  | 3  | 3  | 2  | 1  | 2  | 2  | 3  | 2  | 2  | 3  | 3  | 3  | 3  | 3  | 4  | 3  | 3  | 4  | 4  | 5  | 4  | 4  | 3  | 2  | 3  | 2  | 3  | 4  | 3  | 3  | 3  | 1   |      |      |
| Montpellier   | 9  | 14 | 16 | 18 | 15 | 16 | 17 | 18 | 18 | 18 | 18 | 18 | 18 | 18 | 18 | 18 | 18 | 18 | 17 | 17 | 18 | 18 | 18 | 18 | 18 | 18 | 18 | 18 | 18 | 18 | 18 | 18 | 18 | 18 |     | 2    | 29   |
| Nantes        | 11 | 7  | 3  | 5  | 5  | 7  | 10 | 9  | 12 | 14 | 14 | 16 | 17 | 13 | 14 | 16 | 15 | 15 | 14 | 14 | 15 | 15 | 14 | 14 | 14 | 13 | 13 | 13 | 13 | 14 | 14 | 15 | 15 | 13 |     | 2    | 1    |
| Nice          | 12 | 12 | 8  | 12 | 7  | 8  | 9  | 8  | 8  | 5  | 6  | 5  | 6  | 6  | 6  | 6  | 4  | 5  | 4  | 5  | 3  | 3  | 3  | 3  | 3  | 4  | 4  | 6  | 7  | 5  | 6  | 4  | 4  | 4  |     |      |      |
| Paris         | 2  | 1  | 1  | 1  | 1  | 1  | 2  | 1  | 1  | 1  | 1  | 1  | 1  | 1  | 1  | 1  | 1  | 1  | 1  | 1  | 1  | 1  | 1  | 1  | 1  | 1  | 1  | 1  | 1  | 1  | 1  | 1  | 1  | 1  | 32  |      |      |
| Reims         | 15 | 13 | 10 | 6  | 6  | 4  | 4  | 6  | 6  | 8  | 7  | 8  | 9  | 9  | 10 | 11 | 12 | 13 | 12 | 13 | 14 | 14 | 15 | 15 | 15 | 15 | 15 | 16 | 15 | 13 | 13 | 13 | 14 | 16 |     | 2    |      |
| Rennes        | 3  | 8  | 11 | 7  | 8  | 10 | 12 | 13 | 11 | 13 | 13 | 15 | 12 | 12 | 12 | 13 | 14 | 14 | 16 | 15 | 12 | 13 | 13 | 11 | 12 | 12 | 12 | 12 | 11 | 10 | 11 | 11 | 11 | 12 |     | 1    |      |
| Saint-Étienne | 14 | 15 | 18 | 16 | 17 | 17 | 13 | 14 | 16 | 16 | 16 | 13 | 15 | 16 | 16 | 15 | 16 | 16 | 15 | 16 | 16 | 16 | 16 | 17 | 17 | 17 | 17 | 17 | 17 | 17 | 17 | 17 | 17 | 17 |     | 12   | 14   |
| Strasbourg    | 8  | 6  | 9  | 10 | 10 | 8  | 7  | 10 | 9  | 9  | 11 | 11 | 13 | 14 | 13 | 10 | 9  | 10 | 9  | 9  | 9  | 7  | 7  | 7  | 7  | 7  | 6  | 4  | 6  | 7  | 7  | 6  | 6  | 7  |     |      |      |
| Toulouse      | 10 | 11 | 15 | 11 | 13 | 15 | 16 | 15 | 14 | 12 | 10 | 10 | 10 | 10 | 9  | 8  | 8  | 8  | 10 | 10 | 10 | 10 | 10 | 8  | 10 | 10 | 11 | 11 | 12 | 12 | 12 | 12 | 12 | 10 |     | 1    |      |

1. ↑  La rencontre de la 26e journée entre le Montpellier HSC et l'AS Saint-Étienne est définitivement arrêtée à la 57e minute, alors que l'équipe stéphanoise menait au score (0-2), en raison de graves incidents dans le kop montpelliérain[58]. Ce score est entériné le 2 avril 2025, entre la 27e et la 28e journée, sur décision de la commission de discipline de la LFP[59].

En gras et italique, les équipes comptant un match en retard.

#### Résultats par match
| Journée ╱ Équipe | 1 | 2 | 3 | 4 | 5 | 6 | 7 | 8 | 9 | 10 | 11 | 12 | 13 | 14 | 15 | 16 | 17 | 18 | 19 | 20 | 21 | 22 | 23 | 24 | 25 | 26 | 27 | 28 | 29 | 30 | 31 | 32 | 33 | 34 |
| ---------------- | - | - | - | - | - | - | - | - | - | -- | -- | -- | -- | -- | -- | -- | -- | -- | -- | -- | -- | -- | -- | -- | -- | -- | -- | -- | -- | -- | -- | -- | -- | -- |
| Angers           | D | D | D | N | N | D | N | N | V | V  | D  | D  | V  | D  | D  | V  | V  | V  | D  | N  | D  | V  | N  | D  | D  | D  | D  | D  | V  | D  | D  | V  | V  | D  |
| Auxerre          | V | D | D | D | D | V | D | V | N | V  | V  | V  | D  | N  | N  | D  | N  | D  | N  | D  | N  | N  | V  | D  | V  | N  | V  | V  | D  | D  | V  | D  | N  | D  |
| Brest            | D | D | V | D | V | D | V | N | V | D  | D  | D  | V  | D  | V  | D  | V  | V  | V  | D  | V  | N  | N  | D  | V  | N  | V  | V  | N  | D  | D  | V  | V  | D  |
| Havre            | D | V | V | D | D | D | D | D | D | V  | D  | V  | D  | D  | D  | D  | D  | N  | D  | N  | V  | D  | D  | V  | N  | D  | V  | V  | D  | D  | N  | V  | D  | V  |
| Lens             | V | V | N | N | N | N | N | V | D | D  | V  | D  | V  | V  | N  | D  | V  | D  | V  | V  | D  | D  | D  | D  | V  | V  | D  | V  | D  | V  | D  | V  | N  | V  |
| Lille            | V | V | D | D | N | V | V | N | V | N  | N  | V  | N  | V  | N  | N  | N  | V  | D  | V  | D  | V  | V  | D  | V  | D  | V  | D  | V  | V  | V  | N  | D  | V  |
| Lyon             | D | D | V | N | D | V | V | V | N | N  | V  | N  | V  | V  | D  | V  | D  | N  | N  | D  | V  | V  | D  | V  | V  | V  | D  | V  | V  | D  | V  | D  | D  | V  |
| Marseille        | V | N | V | V | V | D | N | V | D | V  | D  | V  | V  | V  | N  | V  | V  | N  | D  | V  | V  | V  | D  | V  | D  | D  | D  | V  | D  | V  | V  | N  | V  | V  |
| Monaco           | V | V | N | V | V | V | V | N | D | D  | V  | V  | D  | V  | N  | D  | N  | D  | V  | V  | D  | V  | D  | V  | N  | V  | V  | D  | V  | N  | N  | V  | V  | D  |
| Montpellier      | N | D | D | D | V | D | D | D | D | D  | V  | D  | N  | D  | N  | D  | D  | V  | V  | D  | D  | D  | D  | D  | D  | D  | D  | D  | D  | D  | N  | D  | D  | D  |
| Nantes           | N | V | V | D | N | N | D | N | D | D  | D  | D  | N  | V  | D  | N  | N  | N  | N  | V  | D  | D  | V  | D  | D  | V  | D  | V  | N  | D  | N  | D  | N  | V  |
| Nice             | D | N | V | D | V | N | N | N | V | V  | N  | V  | D  | V  | N  | V  | V  | D  | V  | N  | V  | V  | V  | V  | D  | N  | D  | D  | N  | V  | V  | V  | D  | V  |
| Paris            | V | V | V | V | N | V | N | V | V | V  | V  | V  | N  | N  | V  | V  | V  | V  | N  | V  | V  | V  | V  | V  | V  | V  | V  | V  | N  | V  | D  | D  | V  | V  |
| Reims            | D | N | V | V | N | V | V | D | D | D  | V  | N  | D  | N  | N  | D  | D  | N  | N  | D  | D  | D  | D  | D  | D  | N  | V  | D  | V  | V  | N  | D  | D  | D  |
| Rennes           | V | D | D | V | N | D | D | N | V | D  | D  | D  | V  | D  | V  | D  | D  | D  | D  | V  | V  | D  | V  | V  | D  | D  | V  | D  | V  | V  | D  | D  | V  | D  |
| Saint-Étienne    | D | D | D | V | D | N | V | D | D | V  | D  | V  | D  | D  | D  | V  | D  | N  | N  | D  | D  | D  | N  | D  | N  | V  | D  | D  | N  | V  | D  | D  | V  | D  |
| Strasbourg       | N | V | D | N | N | V | N | D | V | D  | D  | D  | D  | N  | V  | V  | V  | N  | V  | D  | V  | V  | N  | V  | V  | V  | V  | V  | N  | N  | V  | V  | D  | D  |
| Toulouse         | N | N | D | V | D | D | D | N | V | V  | V  | D  | V  | D  | V  | V  | D  | N  | D  | N  | N  | D  | V  | V  | N  | D  | D  | D  | D  | D  | N  | V  | N  | V  |

#### Séries
| Série de victoires                               | 9  | Paris                | De la 20e à la 28e journée                            |
| Série de victoires en début de saison            | 4  | Paris                | De la 1re à la 4e journée                             |
| Série de matchs sans défaite                     | 30 | Paris                | De la 1re à la 30e journée                            |
| Série de défaites                                | 11 | Montpellier          | De la 20e à la 30e journée                            |
| Série de défaites en début de saison             | 3  | Angers Saint-Étienne | De la 1re à la 3e journée De la 1re à la 3e journée   |
| Série de matchs sans victoire                    | 15 | Reims Montpellier    | De la 12e à la 26e journée De la 20e à la 34e journée |
| Série de matchs sans victoire en début de saison | 8  | Angers               | De la 1re à la 8e journée                             |
| Série de matchs nuls                             | 5  | Lens                 | De la 3e à la 7e journée                              |
| Série de matchs sans encaisser de but            | 5  | Strasbourg           | De la 21e à la 25e journée                            |

### Buts marqués par journée
Ce graphique représente le nombre de buts marqués lors de chaque journée.

### Classement des buteurs
Mise à jour le 19 mai 2025
|     | Buteur              | Club                   | Buts |
| --- | ------------------- | ---------------------- | ---- |
| 1er | Ousmane Dembélé     | Paris Saint-Germain    | 21   |
| 2e  | Mason Greenwood     | Olympique de Marseille | 21   |
| 3e  | Arnaud Kalimuendo   | Stade rennais FC       | 17   |
| 4e  | Jonathan David      | LOSC Lille             | 16   |
| 5e  | Alexandre Lacazette | Olympique lyonnais     | 15   |
| 6e  | Bradley Barcola     | Paris Saint-Germain    | 14   |
| 7e  | Emanuel Emegha      | RC Strasbourg          | 14   |
| 8e  | Amine Gouiri        | Olympique de Marseille | 13   |
| 9e  | Ludovic Ajorque     | Stade brestois         | 13   |
| 10e | Mika Biereth        | AS Monaco              | 13   |

| Source : Classement officiel des buteurs de la Ligue 1 McDonald's. |

#### Leader par journée
|           | ——      | ——        | ——        | ——        | ——      | ——      | ——      | ——      | ——      | ——      | ——      | ——      | ——    | ——    | ——        | ——        | ——        | ——        | ——      | ——      | ——      | ——      | ——      | ——      | ——      | ——      | ——      | ——      | ——      | ——      | ——      | ——      | ——      | —— |  |
| Greenwood | Barcola | Greenwood | Greenwood | Greenwood | Barcola | Barcola | Barcola | Barcola | Barcola | Barcola | Barcola | Barcola | David | David | Greenwood | Greenwood | Greenwood | Greenwood | Dembélé | Dembélé | Dembélé | Dembélé | Dembélé | Dembélé | Dembélé | Dembélé | Dembélé | Dembélé | Dembélé | Dembélé | Dembélé | Dembélé | Dembélé |    |  |
|           |         |           |           |           |         |         |         |         |         |         |         |         |       |       |           |           |           |           |         |         |         |         |         |         |         |         |         |         |         |         |         |         |         |    |  |
|           |         |           |           |           |         |         |         |         |         |         |         |         |       |       |           |           |           |           |         |         |         |         |         |         |         |         |         |         |         |         |         |         |         |    |  |
| 1         | 2       | 3         | 4         | 5         | 6       | 7       | 8       | 9       | 10      | 11      | 12      | 13      | 14    | 15    | 16        | 17        | 18        | 19        | 20      | 21      | 22      | 23      | 24      | 25      | 26      | 27      | 28      | 29      | 30      | 31      | 32      | 33      | 34      |    |  |

### Classement des passeurs
Mise à jour le 19 mai 2025
|     | Buteur              | Club                | Passes décisives |
| --- | ------------------- | ------------------- | ---------------- |
| 1er | Rayan Cherki        | Olympique lyonnais  | 11               |
| 2e  | Bradley Barcola     | Paris Saint-Germain | 10               |
| 3e  | Moses Simon         | FC Nantes           | 10               |
| 4e  | Gaëtan Perrin       | AJ Auxerre          | 10               |
| 5e  | Maghnes Akliouche   | AS Monaco           | 9                |
| 6e  | Dilane Bakwa        | RC Strasbourg       | 9                |
| 7e  | Lassine Sinayoko    | AJ Auxerre          | 8                |
| 8e  | Zuriko Davitashvili | AS Saint-Étienne    | 8                |
| 9e  | Jonathan Clauss     | OGC Nice            | 8                |
| 10e | Evann Guessand      | OGC Nice            | 7                |

| Source : Classement officiel des passeurs de la Ligue 1 McDonald's. |

#### Leader par journée
|       | ——    | ——    | ——    | ——    | ——    | ——    | ——    | ——    | ——    | ——    | ——    | ——    | ——    | ——    | ——    | ——    | ——    | ——    | ——    | ——    | ——    | ——    | ——     | ——     | ——     | ——      | ——      | ——      | ——      | ——      | ——      | ——      | ——     | ——     |  |
| Neves | Neves | Neves | Neves | Neves | Neves | Neves | Neves | Neves | Neves | Neves | Neves | Neves | Neves | Neves | Bakwa | Bakwa | Neves | Neves | Neves | Neves | Bakwa | Bakwa | Cherki | Cherki | Cherki | Barcola | Barcola | Barcola | Barcola | Barcola | Barcola | Barcola | Cherki | Cherki |  |
|       |       |       |       |       |       |       |       |       |       |       |       |       |       |       |       |       |       |       |       |       |       |       |        |        |        |         |         |         |         |         |         |         |        |        |  |
|       |       |       |       |       |       |       |       |       |       |       |       |       |       |       |       |       |       |       |       |       |       |       |        |        |        |         |         |         |         |         |         |         |        |        |  |
| 1     | 2     | 3     | 4     | 5     | 6     | 7     | 8     | 9     | 10    | 11    | 12    | 13    | 14    | 15    | 16    | 17    | 18    | 19    | 20    | 21    | 22    | 23    | 24     | 25     | 26     | 27      | 28      | 29      | 30      | 31      | 32      | 33      | 34     |        |  |

### Affluence

#### Meilleures affluences de la saison
| Rang | Match                                        | Journée | Date              | Affluence |
| ---- | -------------------------------------------- | ------- | ----------------- | --------- |
| 1    | Olympique de Marseille - Montpellier HSC     | J30     | 19 avril 2025     | 66 312    |
| 2    | Olympique de Marseille - AS Saint-Étienne    | J22     | 15 février 2025   | 66 199    |
| 3    | Olympique de Marseille - Paris Saint-Germain | J9      | 27 octobre 2024   | 66 115    |
| 4    | Olympique de Marseille - Olympique lyonnais  | J20     | 2 février 2025    | 66 096    |
| 5    | Olympique de Marseille - OGC Nice            | J4      | 14 septembre 2024 | 65 803    |
| 6    | Olympique de Marseille - RC Lens             | J25     | 8 mars 2025       | 64 942    |
| 7    | Olympique de Marseille - LOSC Lille          | J15     | 14 décembre 2024  | 64 380    |
| 8    | Olympique de Marseille - Toulouse FC         | J28     | 6 avril 2025      | 64 320    |
| 9    | Olympique de Marseille - AS Monaco           | J13     | 1er décembre 2024 | 64 277    |
| 10   | Olympique de Marseille - AJ Auxerre          | J11     | 8 novembre 2024   | 64 184    |

#### Affluences par journée
Ce graphique représente le nombre de spectateurs présents dans les stades lors de chaque journée.

## Récompenses individuelles

### Joueurs du mois
Chaque début de mois, les internautes votent pour élire le joueur du mois de Ligue 1.
| Mois      | Premier             | Premier                | Autres nommés       | Autres nommés          | Réf.   |
| Mois      | Joueur              | Club                   | Joueurs             | Clubs                  | Réf.   |
| --------- | ------------------- | ---------------------- | ------------------- | ---------------------- | ------ |
| Septembre | Bradley Barcola     | Paris Saint Germain    | Jonathan David      | LOSC Lille             | [ 62 ] |
| Septembre | Bradley Barcola     | Paris Saint Germain    | Mason Greenwood     | Olympique de Marseille | [ 62 ] |
| Octobre   | Zuriko Davitashvili | AS Saint-Étienne       | Bradley Barcola     | Paris Saint Germain    | [ 63 ] |
| Octobre   | Zuriko Davitashvili | AS Saint-Étienne       | Lucas Chevalier     | LOSC Lille             | [ 63 ] |
| Novembre  | Jonathan David      | LOSC Lille             | Alexandre Lacazette | Olympique lyonnais     | [ 64 ] |
| Novembre  | Jonathan David      | LOSC Lille             | Eliesse Ben Seghir  | AS Monaco              | [ 64 ] |
| Décembre  | Mason Greenwood     | Olympique de Marseille | Rayan Cherki        | Olympique lyonnais     | [ 65 ] |
| Décembre  | Mason Greenwood     | Olympique de Marseille | Jonathan David      | LOSC Lille             | [ 65 ] |
| Janvier   | Ousmane Dembélé     | Paris Saint Germain    | Emanuel Emegha      | RC Strasbourg          | [ 66 ] |
| Janvier   | Ousmane Dembélé     | Paris Saint Germain    | Evann Guessand      | OGC Nice               | [ 66 ] |
| Février   | Amine Gouiri        | Olympique de Marseille | Ousmane Dembélé     | Paris Saint Germain    | [ 67 ] |
| Février   | Amine Gouiri        | Olympique de Marseille | Achraf Hakimi       | Paris Saint Germain    | [ 67 ] |
| Mars      | Désiré Doué         | Paris Saint Germain    | Ousmane Dembélé     | Paris Saint Germain    | [ 68 ] |
| Mars      | Désiré Doué         | Paris Saint Germain    | Mika Biereth        | AS Monaco              | [ 68 ] |
| Avril     | Mason Greenwood     | Olympique de Marseille | Rayan Cherki        | Olympique lyonnais     | [ 69 ] |
| Avril     | Mason Greenwood     | Olympique de Marseille | Emanuel Emegha      | RC Strasbourg          | [ 69 ] |

### Trophée UNFP
Au mois de mai, lors des trophées UNFP du football 2025, sont élus le meilleur joueur, gardien, espoir, entraîneur, le plus beau but et l'équipe type de la saison.
| Meilleur joueur                       | Meilleur gardien       | Meilleur espoir                   | Meilleur entraîneur                | Plus beau but                         |
| ------------------------------------- | ---------------------- | --------------------------------- | ---------------------------------- | ------------------------------------- |
| Ousmane Dembélé (Paris Saint-Germain) | Lucas Chevalier (LOSC) | Désiré Doué (Paris Saint-Germain) | Luis Enrique (Paris Saint-Germain) | Amine Gouiri (Olympique de Marseille) |

| Gardien de but         | Défenseurs | Milieux de terrain                                                                               | Attaquants |
| ---------------------- | --- | ------------------------------------------------------------------------------------------------ | --- |
| Lucas Chevalier (LOSC) | Nuno Mendes (Paris Saint-Germain) Willian Pacho (Paris Saint-Germain) Marquinhos (Paris Saint-Germain) Achraf Hakimi (Paris Saint-Germain) | Vitinha (Paris Saint-Germain) Rayan Cherki (Olympique lyonnais) João Neves (Paris Saint-Germain) | Bradley Barcola (Paris Saint-Germain) Ousmane Dembele (Paris Saint-Germain) Désiré Doué (Paris Saint-Germain) |

## Parcours en coupes d'Europe
Le parcours des clubs français en coupes d'Europe est important puisqu'il détermine le coefficient UEFA, et donc le nombre de clubs français présents en coupes d'Europe les années suivantes.
| Club                | Compétition         | Résultat                                   | Ultime(s) adversaire(s) | Ultime(s) adversaire(s) | Ultime(s) adversaire(s) | Ultime(s) adversaire(s) |
| ------------------- | ------------------- | ------------------------------------------ | ----------------------- | ----------------------- | ----------------------- | ----------------------- |
| Paris Saint-Germain | Ligue des champions | Vainqueur                                  | Inter Milan             | Inter Milan             | Inter Milan             | Inter Milan             |
| LOSC Lille          | Ligue des champions | Huitièmes de finale                        | Borussia Dortmund       | Borussia Dortmund       | Borussia Dortmund       | Borussia Dortmund       |
| AS Monaco           | Ligue des champions | Barrages de la phase à élimination directe | Benfica Lisbonne        | Benfica Lisbonne        | Benfica Lisbonne        | Benfica Lisbonne        |
| Stade brestois 29   | Ligue des champions | Barrages de la phase à élimination directe | Paris Saint-Germain     | Paris Saint-Germain     | Paris Saint-Germain     | Paris Saint-Germain     |
| Olympique lyonnais  | Ligue Europa        | Quarts de finale                           | Manchester United       | Manchester United       | Manchester United       | Manchester United       |
| OGC Nice            | Ligue Europa        | Phase de ligue                             | Real Sociedad           | SS Lazio                | Ferencváros TC          | FC Twente               |
| OGC Nice            | Ligue Europa        | Phase de ligue                             | Rangers FC              | Union saint-gilloise    | IF Elfsborg             | FK Bodø/Glimt           |
| RC Lens             | Ligue Conférence    | Barrages de qualification                  | Panathinaïkós           | Panathinaïkós           | Panathinaïkós           | Panathinaïkós           |

## Parcours en compétition internationale
Pour la première fois de l'histoire, un club français participe à la Coupe du monde des clubs de la FIFA. Il s'agit de la première à être disputée à 32 clubs et qui aura désormais lieu tous les quatre ans.
| Club                | Compétition              | Résultat  | Ultime(s) adversaire(s) |
| ------------------- | ------------------------ | --------- | ----------------------- |
| Paris Saint-Germain | Coupe du monde des clubs | Finaliste | Chelsea FC              |

## Bilan de la saison
Les données ci-dessous sont vouées à évoluer au fur et à mesure du déroulement de la saison.
- Champion d'automne : Paris Saint-Germain
- Champion : Paris Saint-Germain
- Meilleure attaque : Paris Saint-Germain
- Meilleure défense : Paris Saint-Germain
- Plus mauvaise attaque : Montpellier Hérault SC
- Plus mauvaise défense : Montpellier Hérault SC
- Premier but de la saison :
  -  Lee Kang-in   3e pour le Paris Saint-Germain contre Le Havre AC (1 - 4), le 16 août 2024 (1re journée).
- Premier doublé de la saison :
  -  Mason Greenwood   3e   31e (pen.) pour l'Olympique de Marseille contre le Stade brestois 29 (1 - 5), le 17 août 2024 (1re journée).
- Premier triplé de la saison :
  -  Jonathan David   23e   35e   79e pour le LOSC Lille contre Le Havre AC (0 - 3), le 28 septembre 2024 (6e journée).
- Dernier but de la saison :
  -  Abdoulaye Touré   90+9e (pen.) pour Le Havre AC contre le RC Strasbourg (2 - 3), le 17 mai 2025 (34e journée).
- Dernier doublé de la saison :
  -  Abdoulaye Touré   43e (pen.)   90+9e (pen.) pour Le Havre AC contre le RC Strasbourg (2 - 3), le 17 mai 2025 (34e journée).
- Dernier triplé de la saison :
  -  Gonçalo Ramos   49e   59e (pen.)   65e pour le Paris Saint-Germain contre le Montpellier HSC (1 - 4), le 10 mai 2025 (33e journée).
- Premier but contre son camp :
  -  Julien Le Cardinal   45e (csc) du Stade brestois 29 en faveur du RC Lens (2 - 0), le 25 août 2024 (2e journée).
- Dernier but contre son camp :
  -  Jubal Jr   79e (csc) de l'AJ Auxerre en faveur du Havre AC (1 - 2), le 4 mai 2025 (32e journée).
- Premier penalty réussi : 
  -  Randal Kolo Muani   89e (pen.) face à  Arthur Desmas, pour le Paris Saint-Germain contre Le Havre AC (1 - 4), le 16 août 2024 (1re journée).
- Premier penalty arrêté : 
  -  Gerónimo Rulli face à  Romain Del Castillo ( 9e minute), pour l'Olympique de Marseille contre le Stade brestois 29 (1 - 5), le 17 août 2024 (1re journée).
- Dernier penalty :
  -  Abdoulaye Touré   90+9e (pen.) pour Le Havre AC contre le RC Strasbourg (2 - 3), le 17 mai 2025 (34e journée).
- Premier but sur coup franc indirect : 
  -  Benjamin Bourigeaud   19e pour le Stade rennais contre l'Olympique lyonnais (3 - 0), le 18 août 2024 (1re journée).
- Premier but sur coup franc direct : 
  -  Gaëtan Perrin   17e pour l'AJ Auxerre contre le Le Havre AC (1 - 3), le 1er septembre 2024 (3e journée).
- Dernier but sur coup franc : 
  -  Junior Mwanga   42e pour Le Havre AC contre le Stade rennais (1 - 5), le 13 avril 2025 (29e journée).
- But le plus rapide d'une rencontre : 34 secondes
  -  Mbala Nzola   1re pour le RC Lens contre le Montpellier HSC (0 - 2), le 31 janvier 2025 (20e journée).
- But le plus tardif en seconde mi-temps : 101 minutes
  -   90+11e  Mohamed Bayo pour le LOSC Lille contre le Racing Club de Lens (0 - 2), le 26 octobre 2024 (9e journée).
- Plus grand nombre de buts dans une rencontre : 8 buts
  - 8 - 0 OGC Nice - AS Saint-Étienne, le 20 septembre 2024 (5e journée).
  - 7 - 1 AS Monaco - FC Nantes, le 15 février 2025 (22e journée).
- Plus large victoire à domicile : 8 buts d'écart
  - 8 - 0 OGC Nice - AS Saint-Étienne, le 20 septembre 2024 (5e journée).
- Plus large victoire à l'extérieur : 5 buts d'écart
  - 0 - 5 Montpellier HSC - Olympique de Marseille, le 20 octobre 2024 (8e journée).
- Plus grand nombre de buts en une mi-temps : 
  - en 1re mi-temps : 6 buts
    - OGC Nice 8 - 0 AS Saint-Étienne (6 - 0 ; 2 - 0), le 20 septembre 2024 (5e journée).

  - en 2e mi-temps : 6 buts
    - Stade brestois 29 2 - 5 Paris Saint-Germain (0 - 1 ; 2 - 4), le 1er février 2025 (20e journée).
- Plus grand nombre de buts dans une rencontre pour un joueur : 3 buts
- Doublé le plus rapide : 1 minute
  -  Mason Greenwood   16e   17e pour l’Olympique de Marseille contre le Toulouse FC (1 - 3), le 31 août 2024 (3e journée).
- Triplé le plus rapide : 8 minutes
  -  Mika Biereth   57e   63e   65e pour l'AS Monaco contre l’AJ Auxerre (4 - 2), le 1er février 2025 (20e journée).
- Triplés de la saison : 10 triplés
  -  Jonathan David   23e   35e   79e pour le LOSC Lille contre Le Havre AC (0 - 3), le 28 septembre 2024 (6e journée).
  -  Zuriko Davitashvili   15e   54e   86e pour l’AS Saint-Étienne contre l’AJ Auxerre (3 - 1), le 5 octobre 2024 (7e journée).
  -  Arnaud Kalimuendo   39e (pen.)   61e   67e (pen.) pour le Stade rennais contre l’AS Saint-Étienne (5 - 0), le 30 novembre 2024 (13e journée).
  -  Alexandre Lacazette   4e   41e   69e (pen.) pour l’Olympique lyonnais contre l’OGC Nice (4 - 1), le 1er décembre 2024 (13e journée).
  -  Ousmane Dembélé   29e   57e   62e pour le Paris Saint-Germain contre le Stade brestois 29 (2 - 5), le 1er février 2025 (20e journée).
  -  Mika Biereth   57e   63e   65e pour l'AS Monaco contre l’AJ Auxerre (4 - 2), le 1er février 2025 (20e journée).
  -  Mika Biereth   44e   54e   64e (pen.) pour l'AS Monaco contre le FC Nantes (7 - 1), le 15 février 2025 (22e journée).
  -  Mika Biereth   34e   39e   51e pour l'AS Monaco contre le Stade de Reims (3 - 0), le 28 février 2025 (24e journée).
  -  Amine Gouiri   8e   45e   63e pour l'Olympique de Marseille contre le Stade brestois 29 (4 - 1), le 27 avril 2025 (31e journée).
  -  Gonçalo Ramos   49e   59e (pen.)   65e pour le Paris Saint-Germain contre le Montpellier HSC (1 - 4), le 10 mai 2025 (33e journée).
- Premier carton jaune :
  -  Étienne Youté Kinkoué  15e pour Le Havre AC contre le Paris Saint-Germain (1 - 4), le 16 août 2024 (1re journée).
- Premier carton rouge : 
  -  Amadou Koné   15e pour le Stade de Reims contre LOSC Lille (0 - 2), le 17 août 2024 (1re journée).
- Carton jaune le plus rapide : 
  -  Leonardo Balerdi  1e  pour l'Olympique de Marseille contre l'Olympique lyonnais (3 - 2), le 22 septembre 2024 (5e journée).
- Carton rouge le plus rapide : 
  -  Leonardo Balerdi    1e,  5e pour l'Olympique de Marseille contre l'Olympique lyonnais (3 - 2), le 22 septembre 2024 (5e journée).
- Plus jeune buteur de la saison :  Ibrahim Mbaye (17 ans, 02 mois et 05 jours) pour le Paris Saint-Germain contre l’AS Saint-Étienne (1 - 6), le 29 mars 2025 (27e journée).
- Plus vieux buteur de la saison :  André Ayew (35 ans, 02 mois et 12 jours) pour le Le Havre AC contre le RC Lens (3 - 4), le 1er mars 2025 (24e journée).
- Journée de championnat la plus pauvre en buts : 16 buts (10e journée).
- Journée de championnat la plus riche en buts : 38 buts (34e journée).
- Nombre de buts inscrits durant la saison : 911 buts
- Nombre de  durant la saison : 965
- Nombre de  durant la saison : 45
- Plus grand nombre de spectateurs dans une rencontre :
- Plus petit nombre de spectateurs dans une rencontre :

| Championnat de France de football 2024-2025 |                                 |
| Champion                                    | Paris Saint-Germain (13e titre) |
| Dauphin                                     | Olympique de Marseille          |
| Champion d'automne                          | Paris Saint-Germain             |
| Coupes et trophées                          |                                 |
| Vainqueur du Trophée des champions 2024     | Paris Saint-Germain             |
| Qualifications continentales                |                                 |
| Ligue des champions 2025-2026               | Paris Saint-Germain             |
| Ligue des champions 2025-2026               | Olympique de Marseille          |
| Ligue des champions 2025-2026               | AS Monaco                       |
| Ligue des champions 2025-2026               | OGC Nice                        |
| Ligue Europa 2025-2026                      | LOSC Lille                      |
| Ligue Europa 2025-2026                      | Olympique lyonnais              |
| Ligue Conférence 2025-2026                  | RC Strasbourg                   |
| Promotions et relégations                   |                                 |
| Promus en Ligue 1 McDonald's                | FC Lorient                      |
| Promus en Ligue 1 McDonald's                | Paris FC                        |
| Promus en Ligue 1 McDonald's                | FC Metz                         |
| Relégués en Ligue 2 BKT                     | Stade de Reims                  |
| Relégués en Ligue 2 BKT                     | Montpellier HSC                 |
| Relégués en Ligue 2 BKT                     | AS Saint-Étienne                |